# Мустонен, Кайя
Кайя Мария Мустонен (фин. Kaija Marja Mustonen; род. 4 августа 1941, Хельсинки, Финляндия) — финская конькобежка, олимпийская чемпионка 1968 года на дистанции 1500 м.
Свою первую олимпийскую медаль Кайя Мустонен завоевала на Играх 1964, проходивших в Инсбруке. 31 января на дистанции 1500 м она получила «серебро», уступив лишь советской спортсменке Лидии Скобликовой. На следующий день, проиграв на дистанции 1000 м лишь той же Скобликовой и её соотечественнице Ирине Егоровой, стала бронзовым призёром.
В 1968 году на Олимпийских играх, проходивших в Гренобле, Мустонен одержала победу с результатом 2:22,4, который стал новым олимпийским рекордом на дистанции 1500 м. Это «золото» стало единственным для Финляндии на тех Играх и является последним на данный момент в конькобежном спорте для этой страны. Также в Гренобле Мустонен завоевала «серебро» на дистанции 3000 м.
За свои олимпийские достижения, дважды (в 1964 и 1968 годах) признавалась спортсменкой года в Финляндии.